# Клюковники
Клюковники — поселок в Навлинском районе Брянской области.

## География
Находится в восточной части Брянской области на расстоянии приблизительно 9 км на север-северо-запад по прямой от районного центра поселка Навля на железнодорожной линии Брянск-Навля.

## История
Возник в 1890-х годах при железнодорожной станции на линии Брянск-Навля (назывался сначала разъезд № 7, затем № 28, с 1930-х годов полустанок, современное название по ближней деревне). В 1866 году здесь (деревня Клюковники Карачевского уезда Орловской губернии) учтен был 21 двор .

## Население
Численность населения: 153 человека (1866 год), 463 (русские 98 %) в 2002 году, 432 в 2010.